# Менсфілд (Англія)
Ме́нсфілд (англ. Mansfield) — місто у графстві Ноттінгемшир, Англія, Велика Британія. Населення 77 551 осіб (2011), разом із передмістям — 98 181.

## Географія
Місто розташоване в долині річки Маун, за 19 км на північ від Ноттінгему.

## Клімат
| Кліматограма Менсфілду | Кліматограма Менсфілду | Кліматограма Менсфілду | Кліматограма Менсфілду | Кліматограма Менсфілду | Кліматограма Менсфілду | Кліматограма Менсфілду | Кліматограма Менсфілду | Кліматограма Менсфілду | Кліматограма Менсфілду | Кліматограма Менсфілду | Кліматограма Менсфілду |
| --- | ---------------------- | ---------------------- | ---------------------- | ---------------------- | ---------------------- | ---------------------- | ---------------------- | ---------------------- | ---------------------- | ---------------------- | ---------------------- |
| С | Л                      | Б                      | К                      | Т                      | Ч                      | Л                      | С                      | В                      | Ж                      | Л                      | Г                      |
| 59 6 2 | 50 7 1                 | 54 9 2                 | 61 12 4                | 61 15 8                | 75 19 10               | 71 20 12               | 72 20 12               | 61 18 10               | 66 14 8                | 65 9 4                 | 65 7 2                 |
| Середня макс. і мін. температури повітря (°C) Атмосферні опади (мм), за рік : 760 мм. Джерело: «Climate-Data.org» (англ.) |                        |                        |                        |                        |                        |                        |                        |                        |                        |                        |                        |

## Міста-побратими
- Менсфілд, Огайо, США
- Менсфілд, Массачусетс, США
- Гайлігенгаус, Німеччина
- Реутов, Росія
- Стрий, Україна

## Відомі люди
- Ед Дейві — британський політик.
- Герберт Голмс (1882 — 1956) — англійський актор.
- Ребекка Едлінґтон — британський плавець, олімпійська чемпіонка.
- Джон Оґдон — британський піаніст та композитор.
- Моллі Реншов — британський поавець.

## Світлини

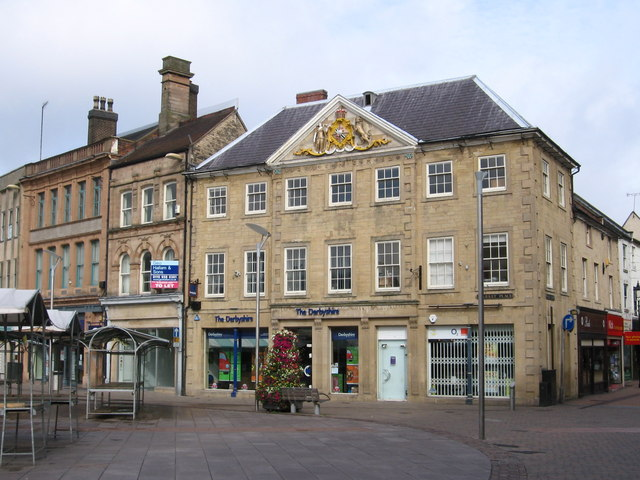
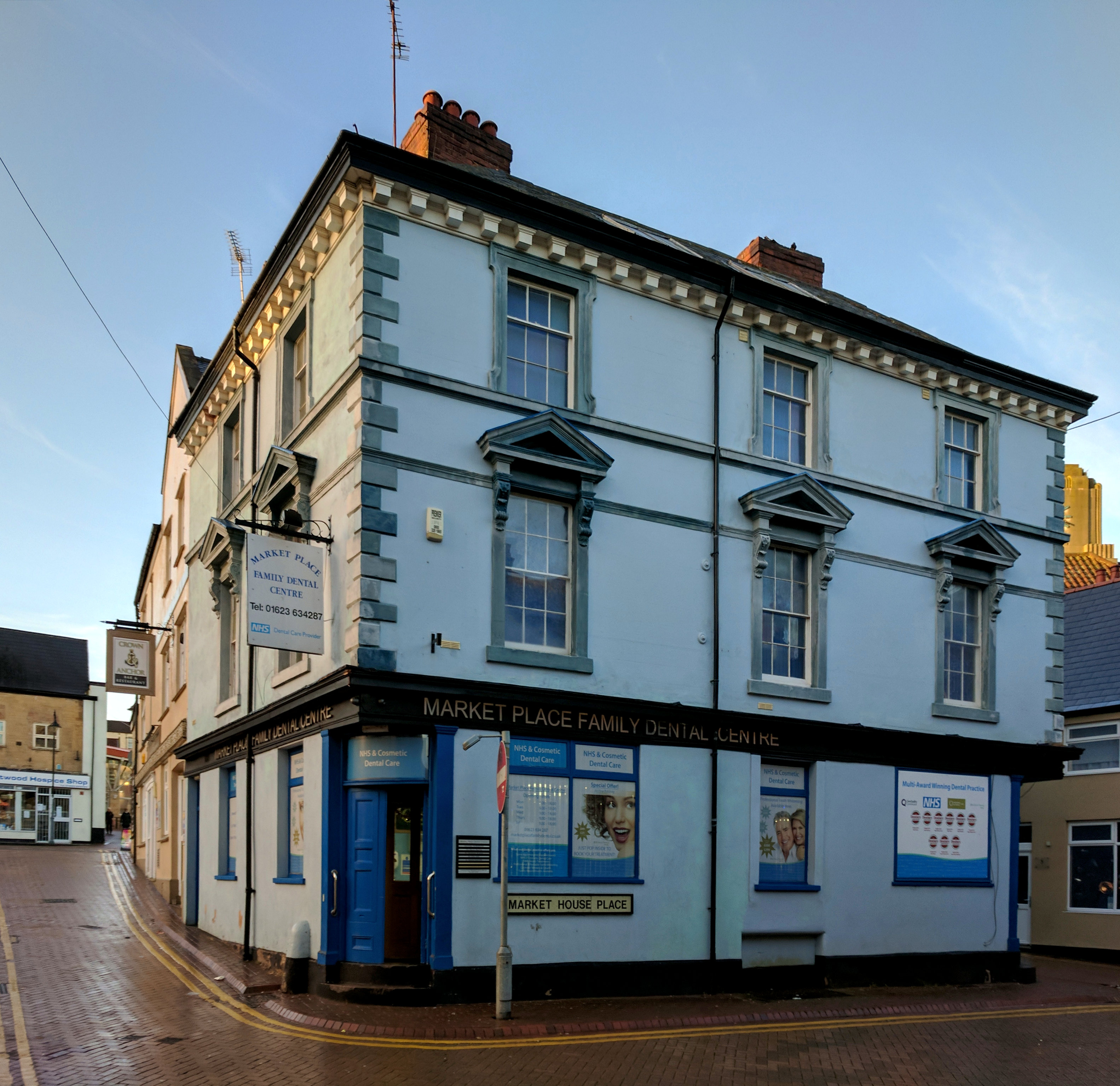
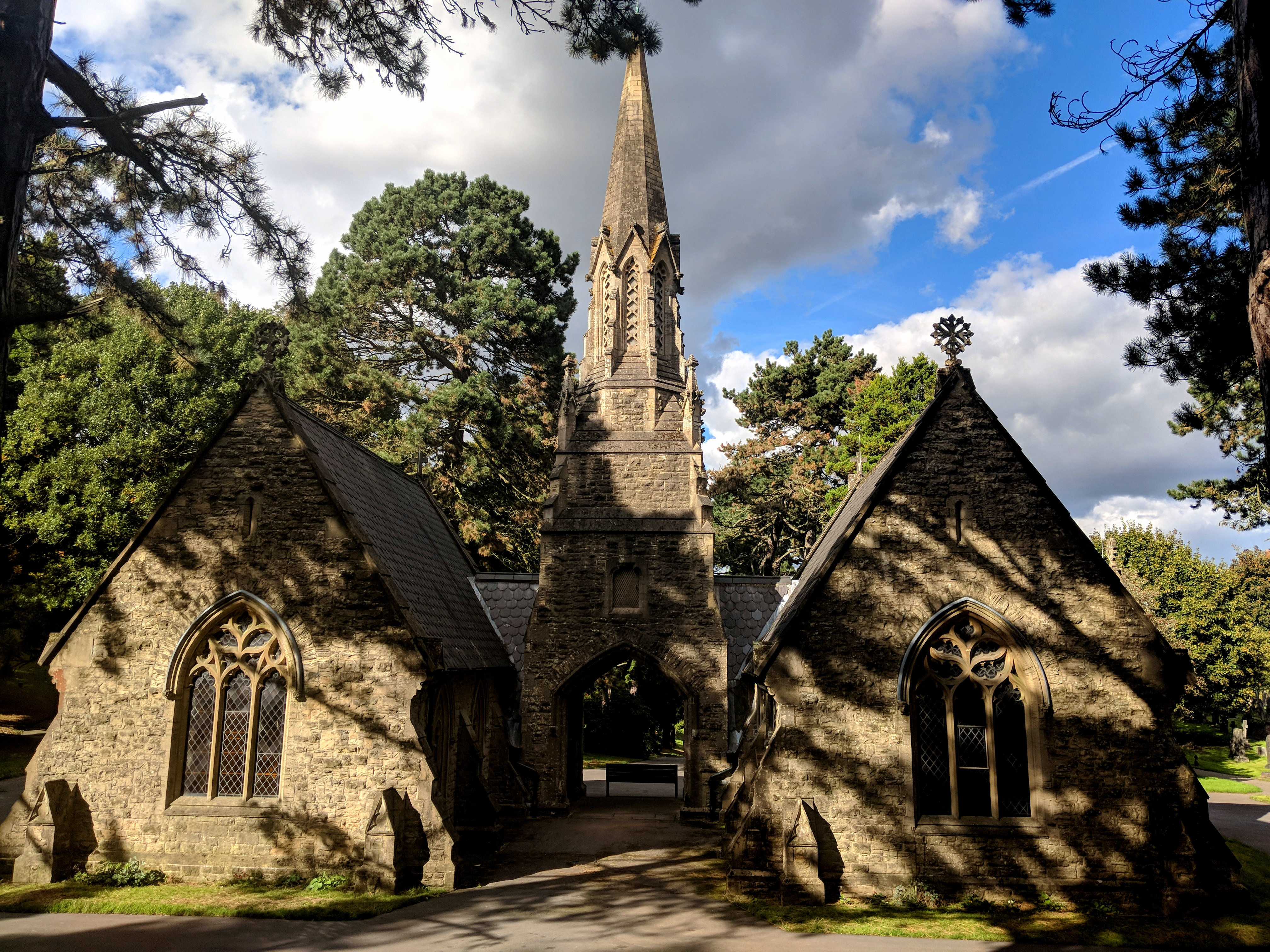
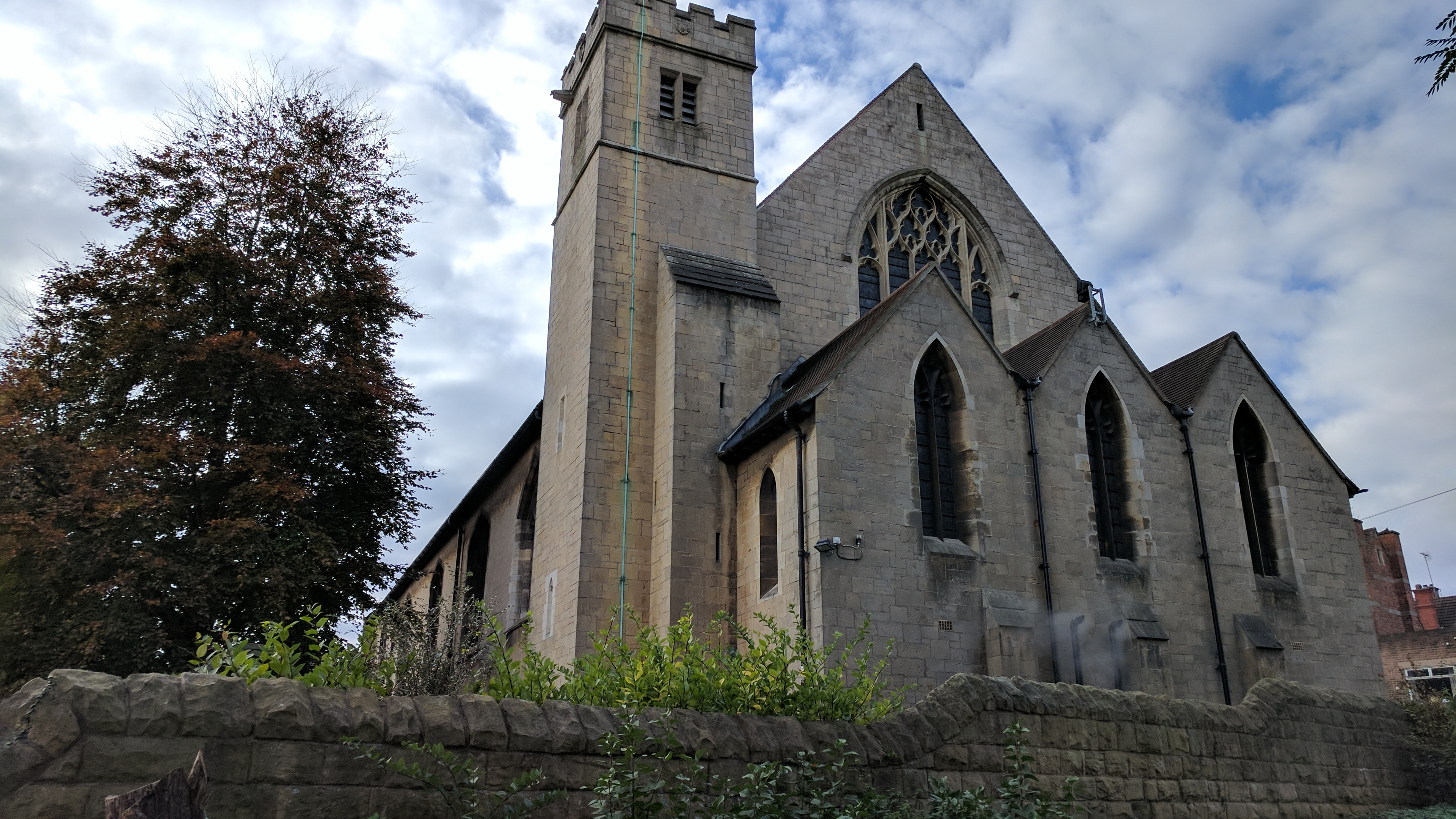
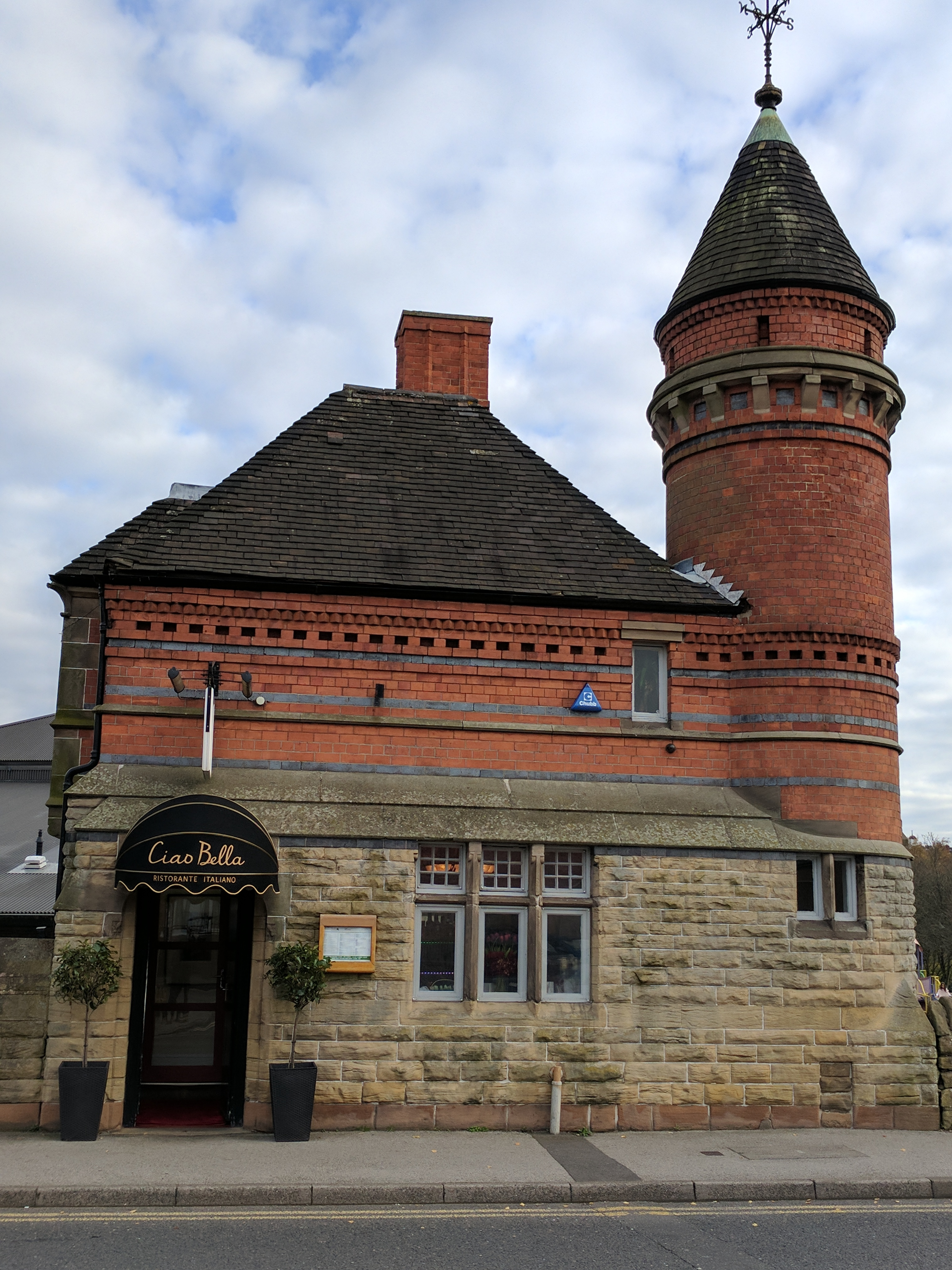
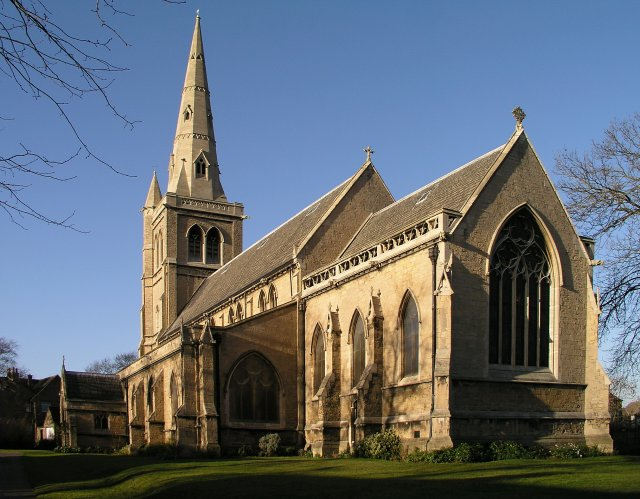

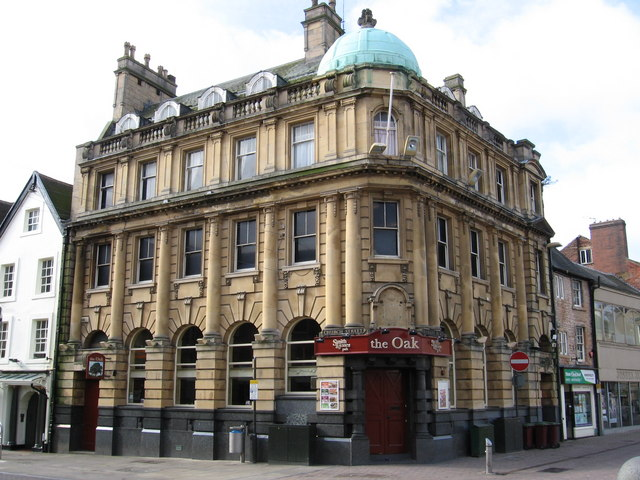
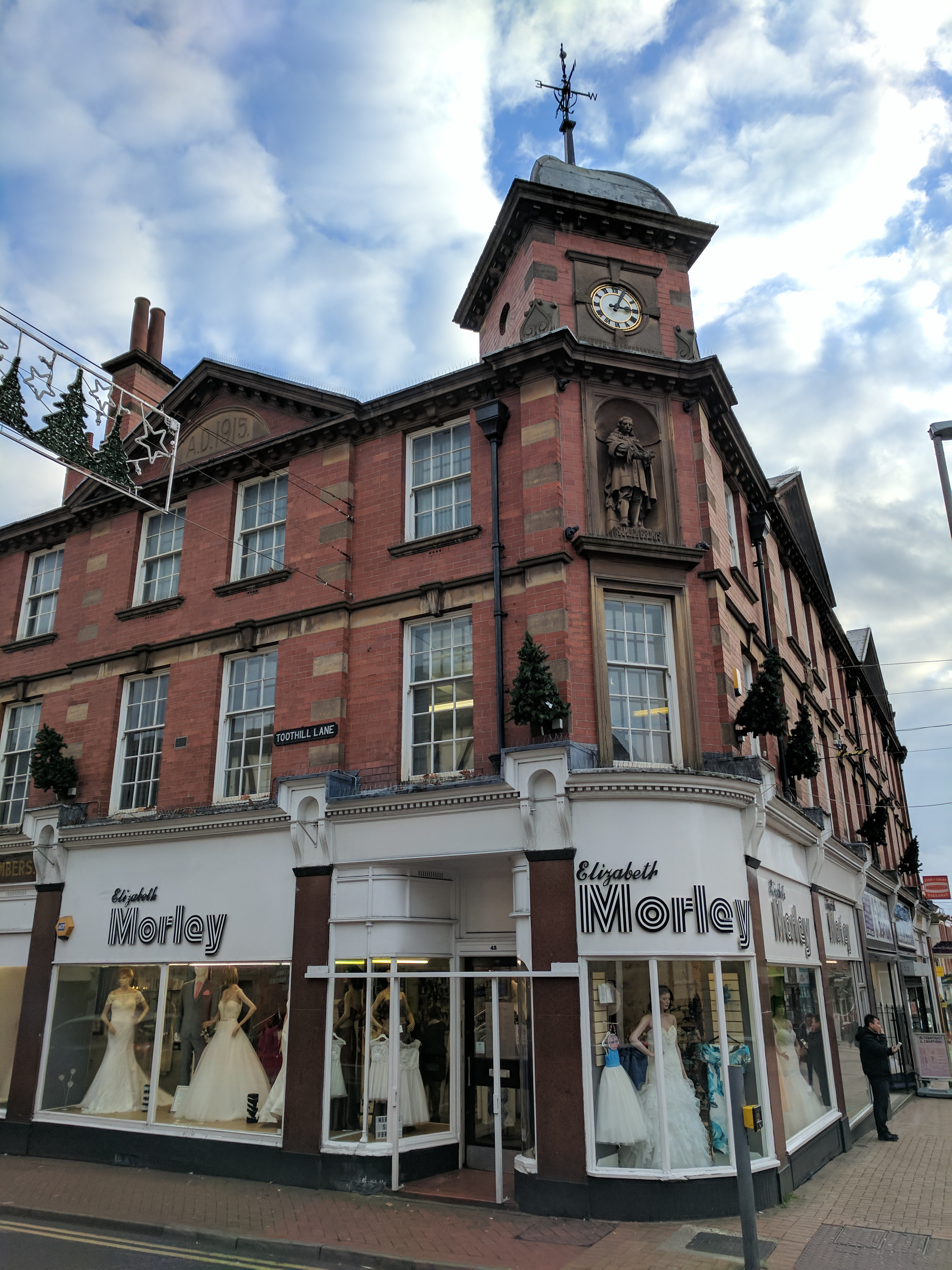
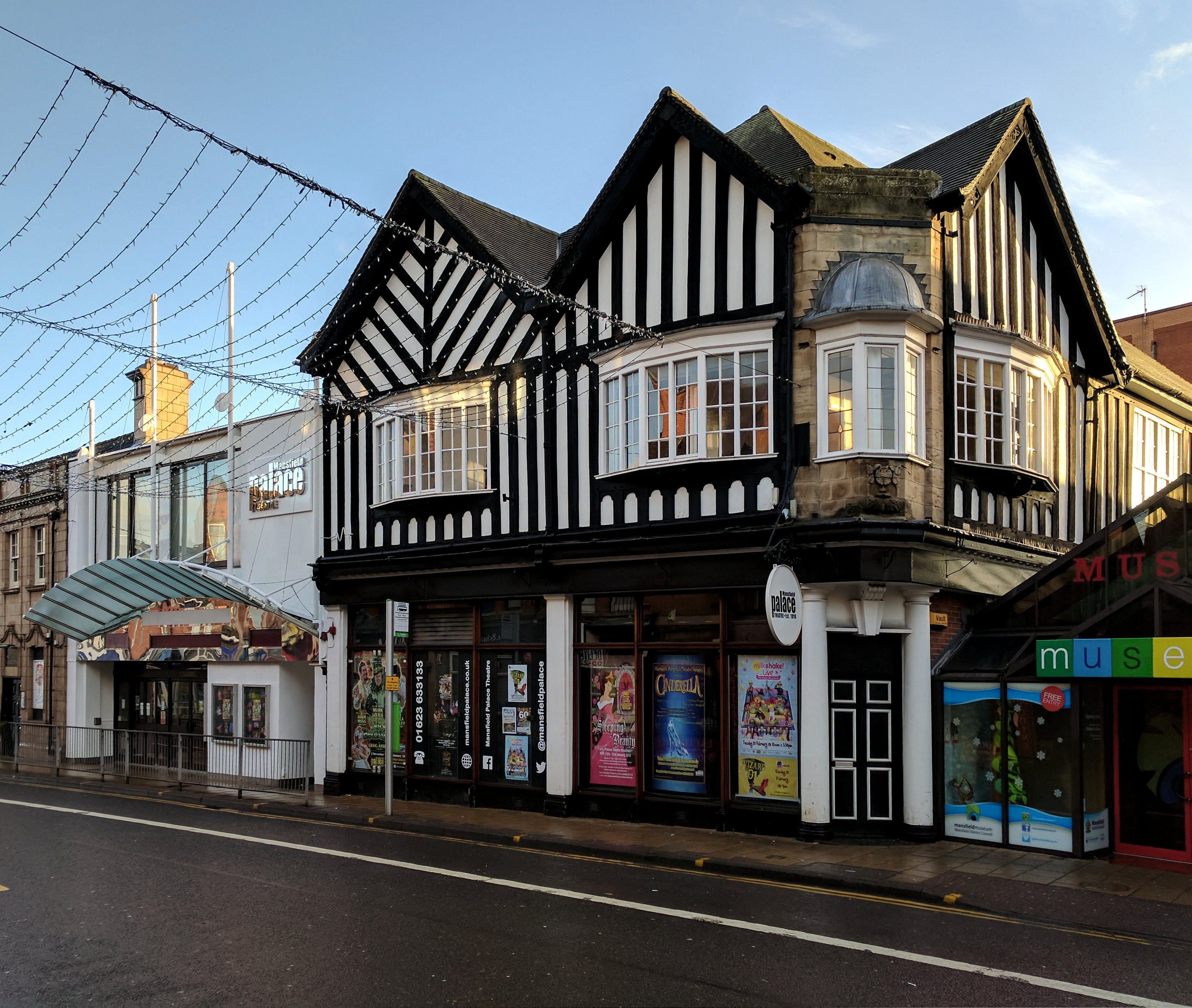
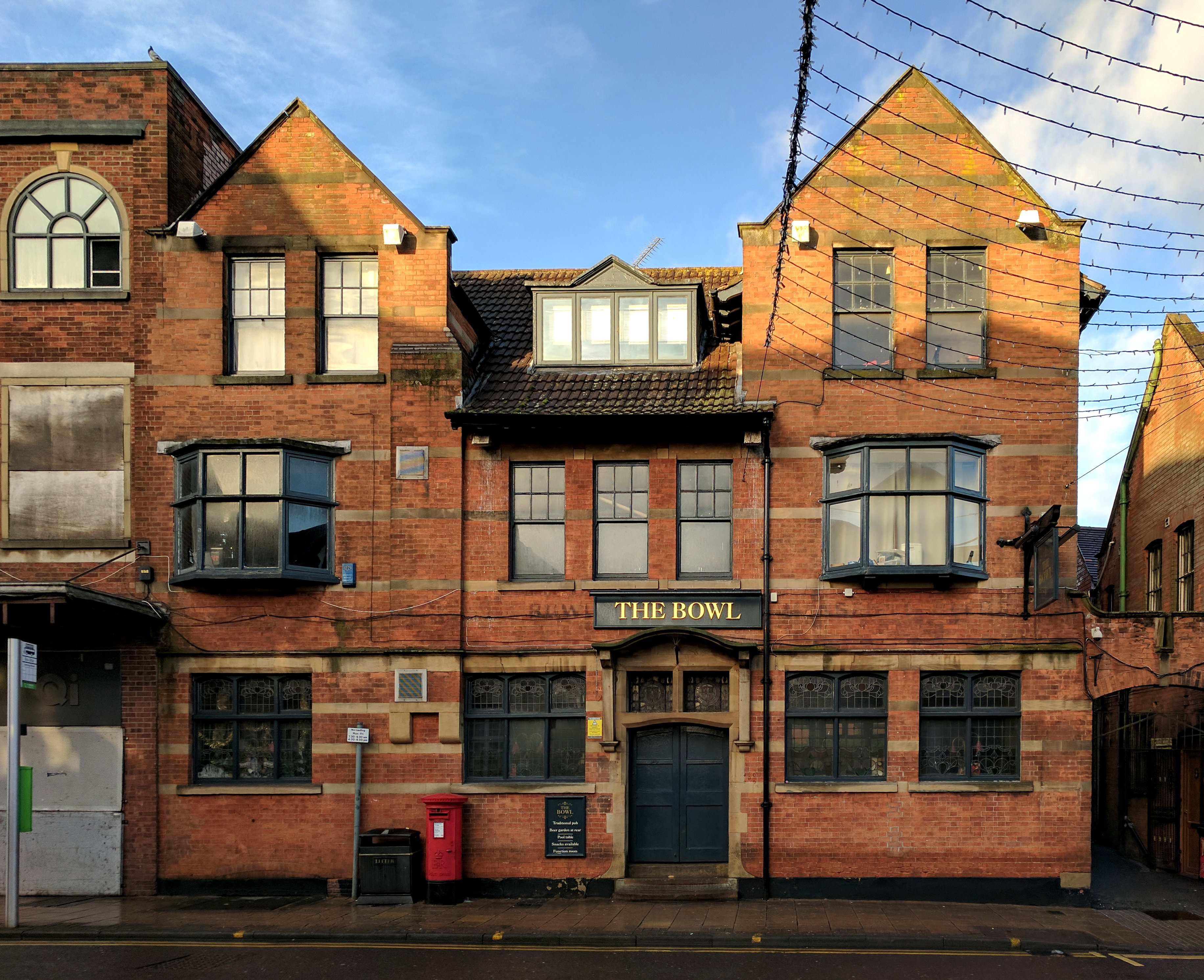
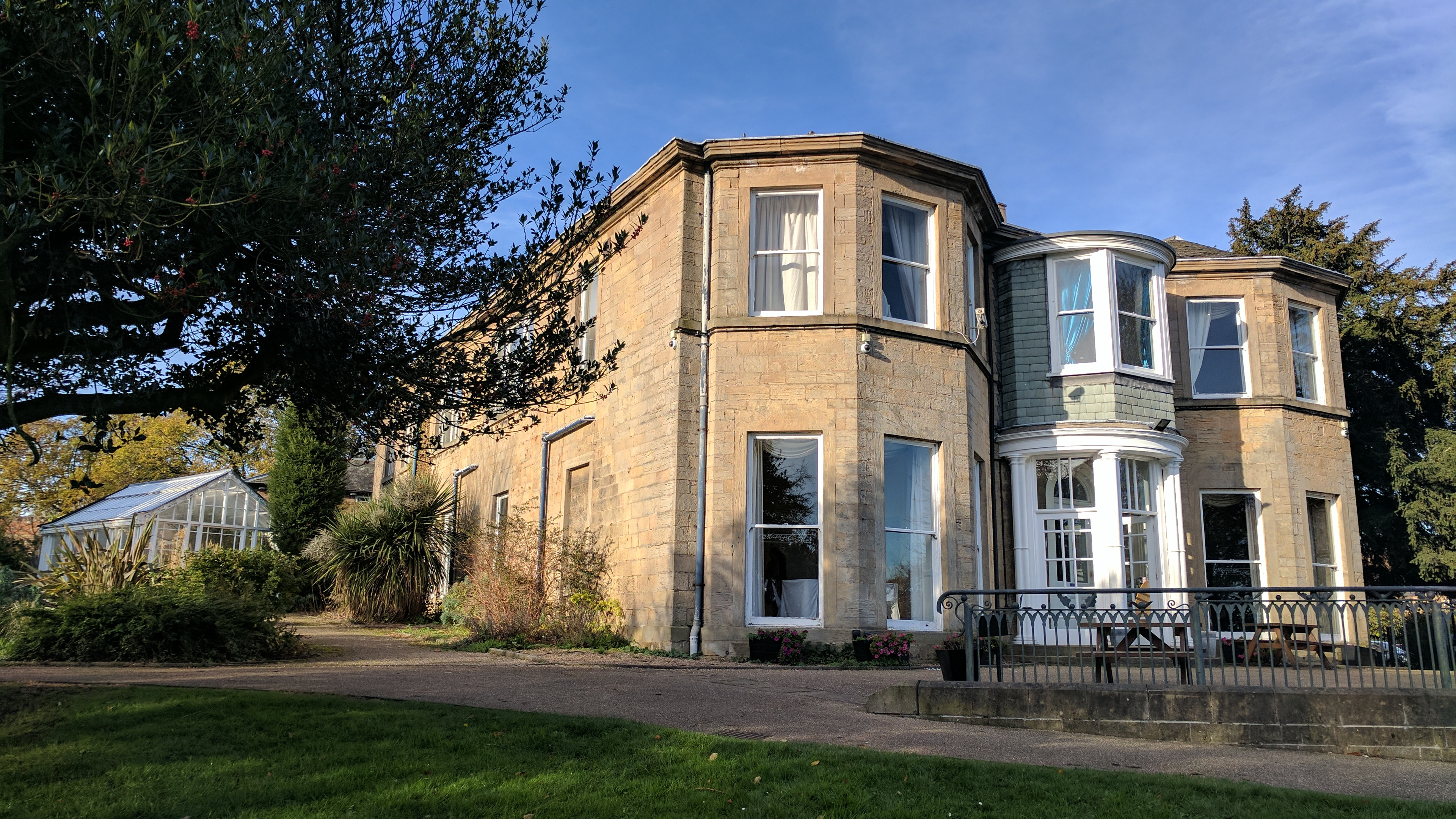
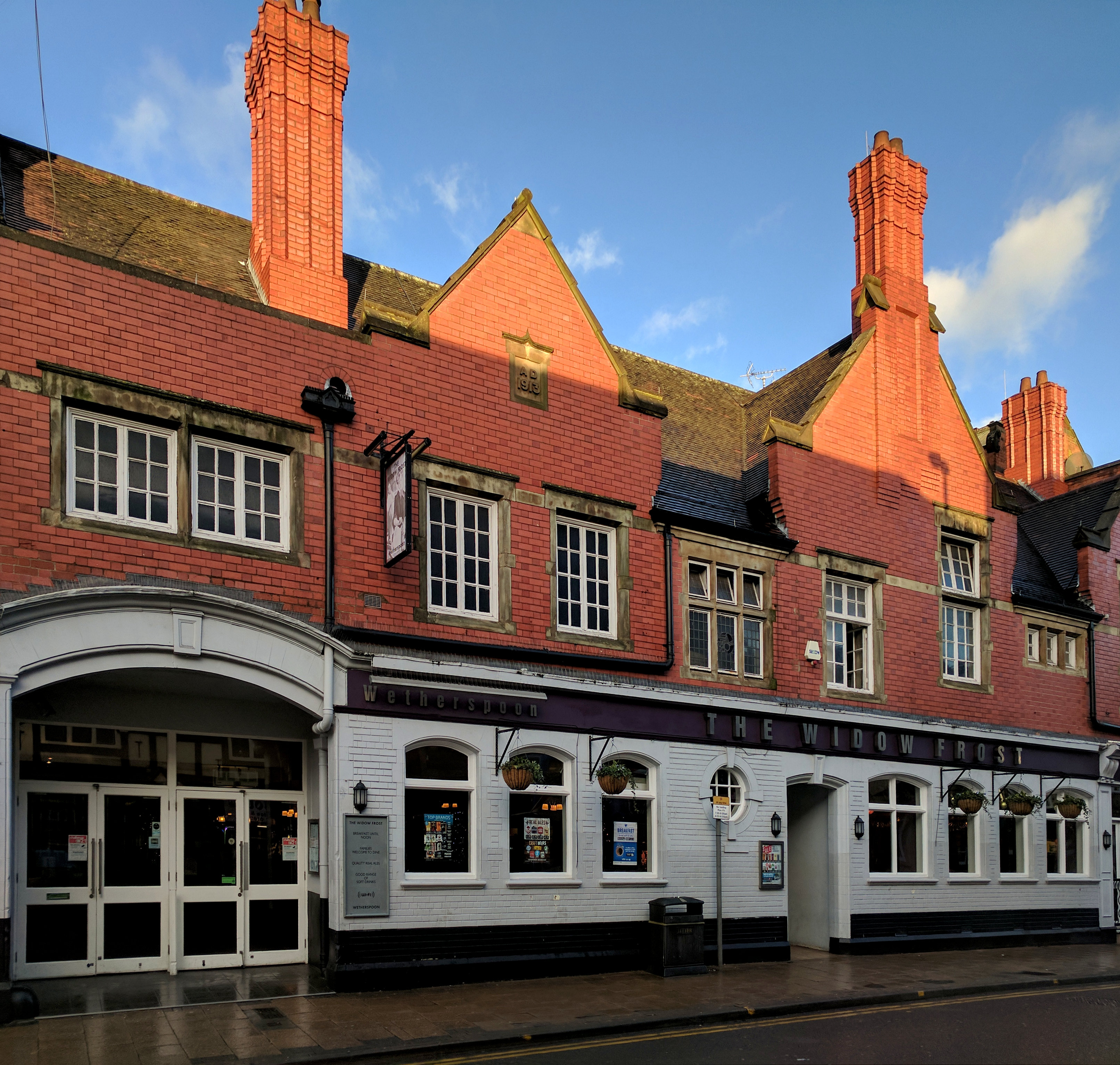

## Виноски
1. ↑  http://www.citypopulation.de/UK-Cities.html
2. ↑  http://www.citypopulation.de/php/uk-england-eastmidlands.php?cityid=E35001334
3. ↑  https://stryi-rada.gov.ua/mista-pobratymy/
4. ↑  [Архівовано 5 квітня 2011 у Wayback Machine.] [Архівовано 5 квітня 2011 у Wayback Machine.]. Mansfield District Council site
5. ↑  Менсфілд «Climate-Data.org» (англ.)